# Gaspard Ulliel
Gaspard Ulliel (izgovorjava [gaspaʁ yljɛl]), francoski filmski in televizijski igralec, * 25. november 1984, Boulogne-Billancourt, Pariz, Francija, † 19. januar 2022.
Svojo filmsko kariero je pričel konec 90. let v manjših televizijskih filmih. V domovini se je hitro uveljavil kot filmski igralec. Njegove najvidnejše vloge sta naslovni vlogi v trilerju Hannibal: Rojstvo zla in biografskem filmu Saint Laurent ter vloga Louisa v filmu Xavierja Dolana Samo konec sveta.

## Življenje in kariera
Ulliel se je rodil v pariškem predmestju Boulogne-Billancourt materi producentki modnih revij in očetu stilistu. Pri šestih letih je poskusil psa jahati kot konja, čemur se je pes uprl s kremplji. Ulliel ima od tedaj na svojem licu prepoznavno brazgotino. O tej brazgotini je v nekem intervjuju izjavil, da mu koristi pri igranju čustvenih prizorov, saj izgleda kot jamica. Obiskoval je Univerzo Saint-Denis, kjer je študiral filmsko umetnost. Z igranjem je pričel že v šoli, ko se je pojavil v filmu za francosko televizijo, naslovljenem Une Femme En Blanc. Nastopal je tudi v dramski šoli Cours Florent, kjer ga je odkril priznani francoski režiser André Téchiné.
Leta 2007 se je pojavil na naslovnici januarske izdaje revije Vogue, poleg nizozemske supermanekenke Doutzen Kroes. Ulliel je trenutno skupaj s Kate Moss obraz Longchampa, francoskega izdelovalca usnjenih in luksuznih izdelkov.
Med letoma 2005 in 2007 se je videval s francosko igralko Cécile Cassel. Leta 2007 se je videval tudi s Charlotte Casiraghi. Ulliela so izbrali tudi za obraz Chanela za oglaševanje nove dišave za moške, Bleu de Chanel. Film za Chanelovo reklamno kampanjo, ki je izšel avgusta 2010, je režiral oskarjevec Martin Scorsese.

## Nagrade
V letih 2002 in 2003 so Ulliela nominirali za césarja v kategoriji za najobetavnejšega igralca. Nagrado je nato prejel leta 2004, ko so ga nagradili za vlogo v filmu Zelo dolga zaroka, v katerem je nastopila tudi Audrey Tautou. 

## Smrt
Gaspard Ulliel je umrl 19. januarja 2022 po hudi nesreči na smučišču v francoskih Alpah. Ob njegovi smrti je aktualna francoska ministrica za kulturo Rosalyn Bachelot izjavila, da je svet izgubil izjemnega igralca.

## Filmografija
| Leto | Naslov                                             | Vloga               | Opombe                |
| ---- | -------------------------------------------------- | ------------------- | --------------------- |
| 1997 | Mission protection rapprochée                      |                     | televizijski film     |
| 1998 | Bonnes vacances                                    | Joel                | televizijski film     |
| 1999 | Alias                                              | Nicolas Trajet      |                       |
| 1999 | La bascule                                         | Olivier Baron       | televizijski film     |
| 1999 | Juliette                                           | Nicolas Dastier     | televizijski film     |
| 2000 | Julien l'apprenti                                  | 14-letni Julien     | televizijski film     |
| 2001 | Volčja bratovščina                                 | Louis               |                       |
| 2001 | L'oiseau rare                                      | Gaspard             |                       |
| 2002 | Summer Things                                      | Loïc                |                       |
| 2003 | Strayed                                            | Jean Delmas         |                       |
| 2004 | The Tulse Luper Suitcases, 2. del: Vaux to the Sea | Leon                | multimedijski projekt |
| 2004 | Zelo dolga zaroka                                  | Manech Langonnet    |                       |
| 2004 | Le dernier jour                                    | Simon               |                       |
| 2005 | Nina's Home                                        | Izik                |                       |
| 2006 | Pariz, ljubim te                                   | Gaspard             |                       |
| 2007 | Jacquou le Croquant                                | Jacquou             |                       |
| 2007 | Hannibal: Rojstvo zla                              | Hannibal Lecter     |                       |
| 2007 | L'inconnu                                          |                     |                       |
| 2008 | Third Part of the World                            | François            |                       |
| 2008 | Un barrage contre le Pacifique                     | Joseph              |                       |
| 2009 | Le Premier Cercle                                  | Anton Malakian      |                       |
| 2009 | Ultimatum                                          | Nathanaël           |                       |
| 2009 | The Vintner's Luck                                 | Xas                 |                       |
| 2010 | Princesa Montpensier                               | Henri de Guise      |                       |
| 2012 | Tu honoreras ta mère et ta mère                    | Balthazar           |                       |
| 2013 | Death Note                                         | Yagami Light / Kira |                       |
| 2014 | Saint Laurent                                      | Yves Saint Laurent  |                       |
| 2016 | Samo konec sveta                                   | Louis               |                       |
| Leto | Naslov                                             | Vloga               | Opombe                |
| 1999 | Le refuge                                          | Quentin             | »La Finette«          |
| 2004 | Navarro                                            | Thierry Morlaas     | »La Machination«      |